# Lover Fest
Lover Fest je šesta koncertna turneja i prva turneja glazbenog festivala američke kantautorice Taylor Swift, u znak potpore njenom sedmom studijskom albumu, Lover (2019). Turneja bi trebala započeti 20. lipnja u Werchteru u Belgiji, a završiti u Foxboroughu u Massachusettsu 1. kolovoza iste godine.

## Pozadina
U intervjuu s Ryanom Seacrestom 27. kolovoza 2019., četiri dana nakon objavljivanja albuma Lover, Swift je objasnila da još nije sigurna u svoje planove za turneju u prilog albumu, te izjavila kako ne želi da joj život bude postaju stalni ciklus izdavanja albuma i odmah nakon turneja i sve opet ispočetka. Swift je kasnije u intervjuu za Zane Lowe u listopadu nagovijestila da su je obiteljske zdravstvene obveze spriječile da se organizira i krene u širu turneju. Turneja je najavljena putem Swiftinih društvenih medija i web stranice 17. rujna 2019.

## Popis pjesama
Trenutni popis pjesama s albuma. Ne predstavlja punu set listu.
1. "I Forgot You Existed"
2. "Cruel Summer"
3. "Lover "
4. "The Man"
5. "The Archer"
6. "I Think He Knows"
7. "Miss Americana & the Heartbreak Prince"
8. "Paper Rings"
9. "Cornelia Street""
10. "Death by a Thousand Cuts"
11. "London Boy"
12. "False God"
13. "You Need To Calm Down"
14. "Afterglow"
15. "ME!"
16. "It's Nice To Have A Friend"
17. "Daylight "

## Koncerti[6]

### Otkazani datumi[7]
| Datum                           | Grad                            | Država        | Mjesto održavanjae        | Razlog             |
| North America                   | North America                   | North America | North America             | North America      |
| ------------------------------- | ------------------------------- | ------------- | ------------------------- | ------------------ |
| travanj 5, 2020                 | Atlanta                         | United States | Centennial Olympic Park   | Pandemija COVID-19 |
| Europa                          |                                 |               |                           |                    |
| lipanj 20, 2020                 | Werchter                        | Belgium       | Werchter Festivalpark     | Pandemija COVID-19 |
| lipanj 24, 2020                 | Berlin                          | Njemačka      | Waldbühne                 | Pandemija COVID-19 |
| lipanj 26, 2020                 | Oslo                            | Norveška      | Bjølsenfeltet             | Pandemija COVID-19 |
| lipanj 28, 2020                 | Pilton                          | Engleska      | Worthy Farm               | Pandemija COVID-19 |
| srpanj 1, 2020                  | Roskilde                        | Danska        | Festivalpladsen           | Pandemija COVID-19 |
| srpanj 3, 2020                  | Gdynia                          | Poljska       | Gdynia-Kosakowo Airport   | Pandemija COVID-19 |
| srpanj 5, 2020                  | Nîmes                           | Francuska     | Arena of Nîmes            | Pandemija COVID-19 |
| srpanj 8, 2020                  | Madrid                          | Španjolska    | Valdebebas                | Pandemija COVID-19 |
| srpanj 9, 2020                  | Lisabon                         | Portugal      | Passeio Marítimo de Algés | Pandemija COVID-19 |
| srpanj 11, 2020                 | London                          | England       | Hyde Park                 | Pandemija COVID-19 |
| South America                   |                                 |               |                           |                    |
| srpanj 18, 2020                 | São Paulo                       | Brazil        | Allianz Parque            | Pandemija COVID-19 |
| srpanj 19, 2020                 | São Paulo                       | Brazil        | Allianz Parque            | Pandemija COVID-19 |
| North America                   |                                 |               |                           |                    |
| srpanj 25, 2020                 | Inglewood                       | United States | SoFi Stadium              | Pandemija COVID-19 |
| srpanj 26, 2020                 | Inglewood                       | United States | SoFi Stadium              | Pandemija COVID-19 |
| srpanj 31, 2020                 | Foxborough                      | United States | Gillette Stadium          | Pandemija COVID-19 |
| kolovoz 1, 2020                 | Foxborough                      | United States | Gillette Stadium          | Pandemija COVID-19 |
| Ukupan broj posjetitelja/zarade | Ukupan broj posjetitelja/zarade | -             | -                         | -                  |